# Tyrkisk delight
Tyrkisk delight (tyrkisk, bulgarsk og makedonsk: lokum) er gummiagtigt slik, som man kan få overalt i Tyrkiet. Det er krydret med rosenvand, mastiks eller citron. Rosenvand giver det en karakteristisk lyserød farve. Tyrkisk delight har en blød, geléagtig og undertiden klæbrig konsistens og er ofte pakket i små tern med flormelis, kopraolie eller kokosmel for at forhindre, at det klumper sammen. Nogle typer indeholder små nøddestykker som pistacienødder, hasselnødder og valnødder. Andre almindelige typer er varianter som kanel eller mynte.
Tyrkisk delight har været produceret i Tyrkiet siden det 15. århundrede oprindeligt med honning og melasse som sødestoffer. Spisen fremstilles også i tidligere lydlande under den osmanniske sultan som i Bulgarien, hvis store produktion af roser kommer til gavn som farve- og smagsstof, og i Albanien og Nordmakedonien.
Tyrkisk delight blev introduceret til Vesten i det 19. århundrede. En ukendt brite købte ved et tilfælde noget på sine rejser til Istanbul og blev angiveligt meget glad for delikatessen. Briten tog det med tilbage til Storbritannien,hvor det fik navnet Turkish delight — tyrkisk fryd. Det blev en stor delikatesse, ikke kun i Storbritannien, men på hele det europæiske kontinent.[kilde mangler]
| Mad og drikke | Spire Denne artikel om mad og drikke er en spire som bør udbygges. Du er velkommen til at hjælpe Wikipedia ved at udvide den. |